# Seacor Holdings
Die Seacor Holdings (Eigenschreibweise: SEACOR Holdings) ist ein amerikanisches Unternehmen, das überwiegend in der Schifffahrt tätig ist. Daneben ist Seacor zu 70 % an einer Bioethanol-Anlage in Illinois beteiligt.
Der Geschäftsbereich Offshore Marine Services bietet weltweit Schlepp- und Unterstützungsdienste (z. B. Ankerziehschlepper) vor allem für die Ölindustrie an. Das Tochterunternehmen SCF Marine ist in der Binnenschifffahrt in den USA sowie auf dem Río Paraná und dem Río Magdalena in Südamerika tätig. Seacor Ocean Transport ist im Golf von Mexiko und der Karibik tätig. Zusammen mit dem Eisenbahnunternehmen Genesee and Wyoming betreibt Seacor in einem 50:50-Joint-Venture die CG Railway, welche seit dem Jahr 2000 eine Eisenbahnfährverbindung von Mobile, Alabama, nach Coatzacoalcos, Mexiko, betreibt.

## Geschichte
Charles Fabrikant übernahm 1989 mit einer Gruppe von Investoren die Firma Nicor Marine und benannte sie in Seacor um. Die Firma vervielfachte seitdem ihren Wert.
In den 1990er Jahren beteiligte sich Seacor an Chiles Investment, um Offshore-Bohrplattformen zu bauen und betreiben. 2002 wurde Tex-Air übernommen, die die Versorgung von Öl- und Gas-Offshore-Plattformen mit Hubschraubern betrieb. Mit der Übernahme von Era Aviation wurde 2004 der Hubschrauberbetrieb erweitert. 2005 wurde die Seabulk International Inc. und damit auch der Transport von Rohöl einschließlich Offshore- und Hafen-Schleppdiensten übernommen. Das Hubschraubergeschäft wurde 2013 als Era Group abgespalten. 2018 wurde Cleancor ein vollständiges Tochterunternehmen von Seacor, dagegen wurde die Beteiligung an dem in der Luftfahrt tätigen Unternehmen Hawker Pacific verkauft.
Anfang 2021 wurde die Seacor Holdings Inc. vollständig von der Private-Equity-Gesellschaft American Industrial Partners übernommen.

## Schiffe

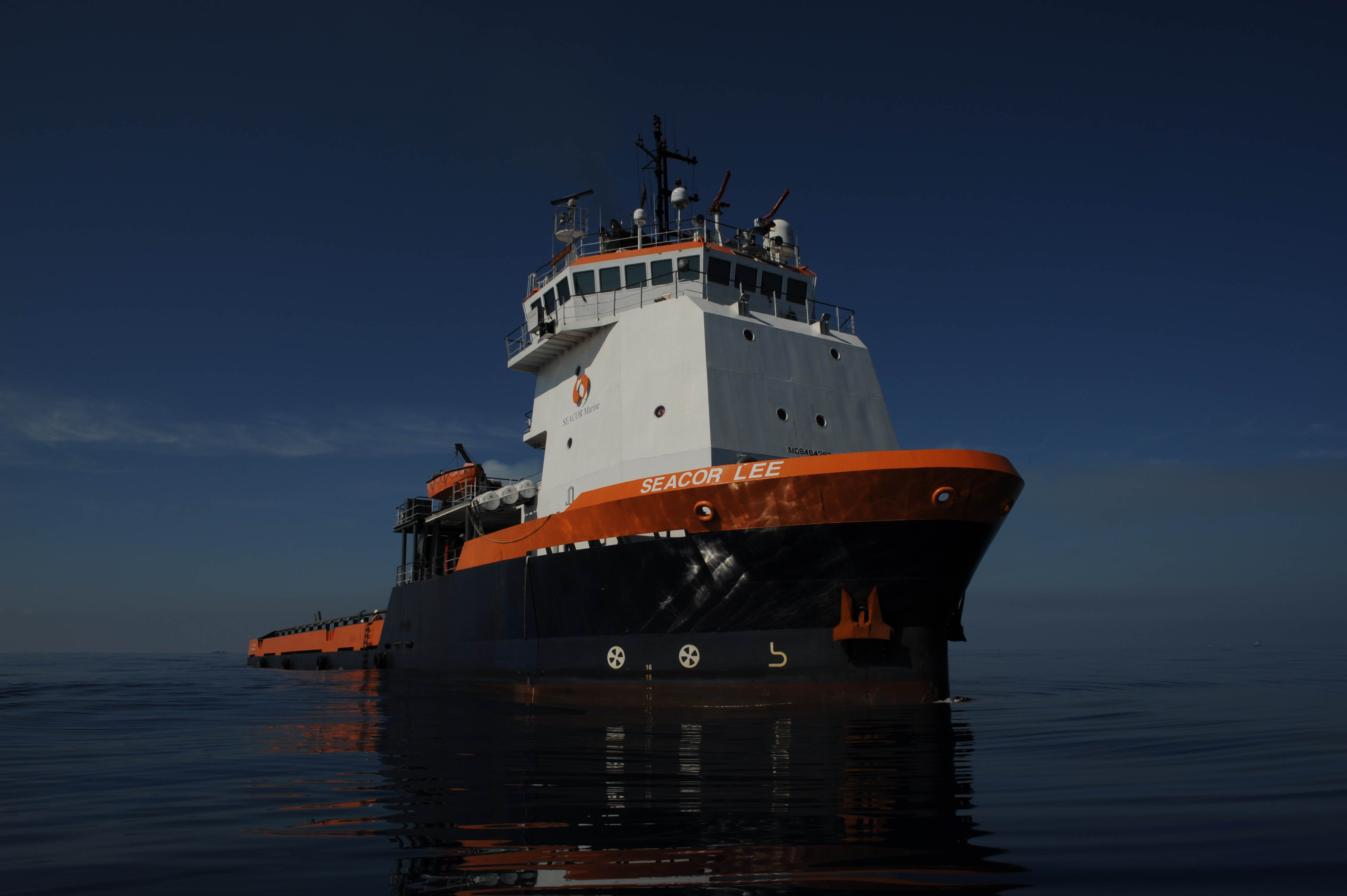
Seacor Lee
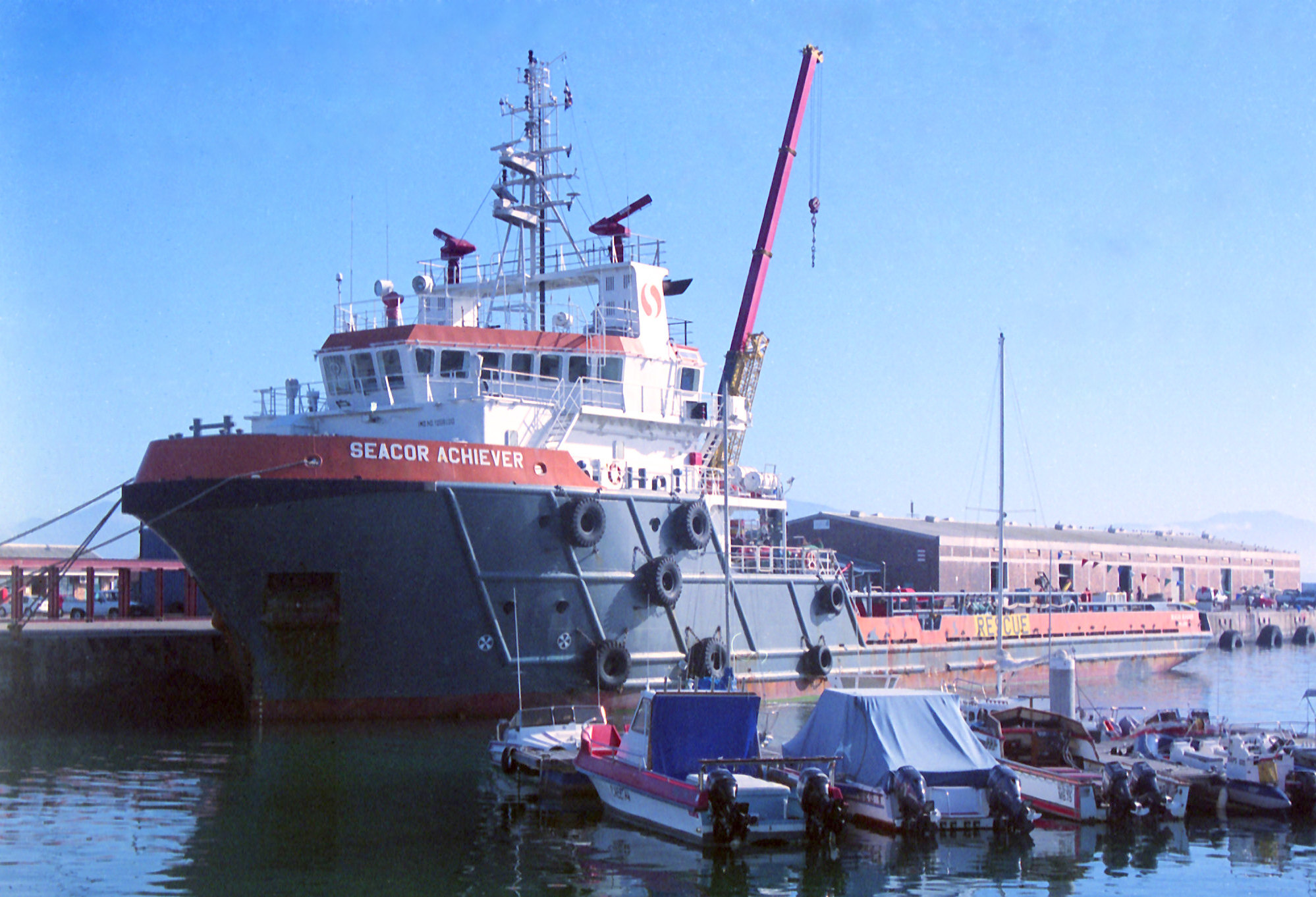
Seacor Achiever
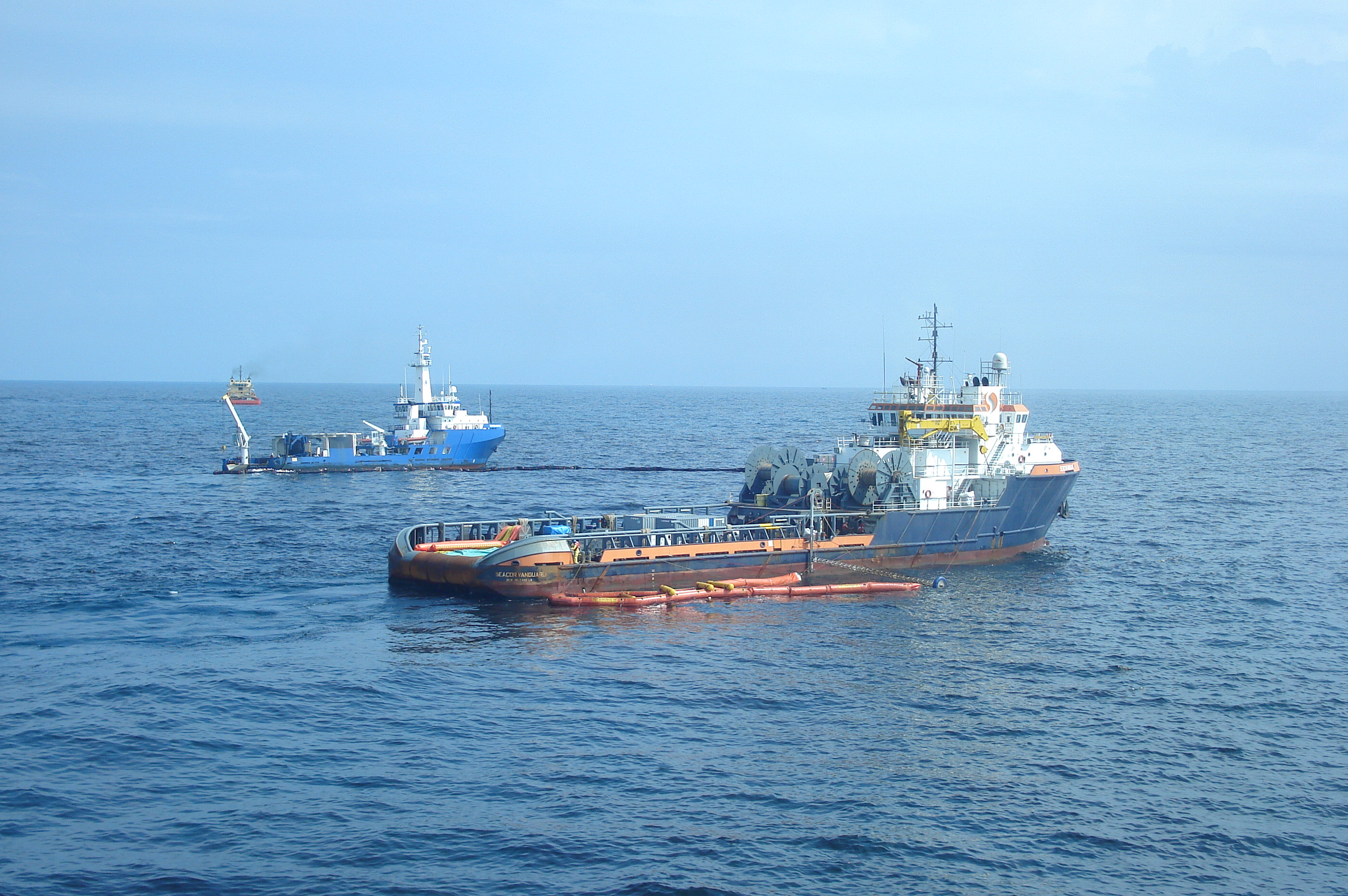
Seacor Vanguard

### Havarie
Am 13. April 2021 kenterte das Errichterschiff Seacor Power während eines plötzlichen starken Gewittersturmes im Golf von Mexiko, 8 Meilen südlich von Port Fourchon, Lafourche Parish. Von den 19 Besatzungsmitgliedern konnten nur sechs gerettet werden.